# Pierre Vermeulen
Pierre Vermeulen (Kerkrade, 1956. március 16. –) válogatott holland labdarúgó, csatár.

## Pályafutása

### Klubcsapatban
1974 és 1980 a Roda, 1980 és 1984 között a Feyenoord, 1984–85-ben az MVV Maastricht labdarúgója volt. Pályafutása második részében Franciaországban játszott. 1985 és 1987 között a PSG, 1987 és 1989 között a Tours FC, 1989 és 1991 között az Angers SCO játékosa volt. A Feyenoord együttesével egy-egy holland bajnoki címet és kupagyőzelmet ért el. A PSG csapatával egyszeres francia bajnok volt.

### A válogatottban
1978 és 1983 között kilenc alkalommal szerepelt a holland válogatottban és egy gólt szerzett.

## Sikerei, díjai
Feyenoord
- Holland bajnokság
  - bajnok: 1983–84
- Holland kupa (KNVB beker)
  - győztes: 1984

 Paris Saint-Germain
- Francia bajnokság
  - bajnok: 1985–86

## Statisztika

### Mérkőzései a holland válogatottban
| Hollandia | Hollandia          | Hollandia                            | Hollandia     | Hollandia | Hollandia  | Hollandia    | Hollandia | Hollandia |
| #         | Dátum              | Helyszín                             | Hazai         | Eredmény  | Vendég     | Kiírás       | Gólok     | Esemény   |
| --------- | ------------------ | ------------------------------------ | ------------- | --------- | ---------- | ------------ | --------- | --------- |
| 1.        | 1978. április 5.   | Tunisz, Stade El Menzah              | Tunézia       | 0 – 4     | Hollandia  | barátságos   | 1         | 89'       |
| 2.        | 1978. december 20. | Düsseldorf, Rheinstadion             | NSZK          | 3 – 1     | Hollandia  | barátságos   | -         | 55'       |
| 3.        | 1980. március 26.  | Párizs, Parc des Princes             | Franciaország | 0 – 0     | Hollandia  | barátságos   | -         | 46'       |
| 4.        | 1980. október 11.  | Eindhoven, Philips Sportpark         | Hollandia     | 1 – 1     | NSZK       | barátságos   | -         | 68'       |
| 5.        | 1980. december 30. | Montevideo, Estadio Centenario       | Uruguay       | 2 – 0     | Hollandia  | Mundialito   | -         |           |
| 6.        | 1981. január 6.    | Montevideo, Estadio Centenario (URU) | Olaszország   | 1 – 1     | Hollandia  | Mundialito   | -         |           |
| 7.        | 1981. február 22.  | Groningen, Stadion Oosterpark        | Hollandia     | 3 – 0     | Ciprus     | vb-selejtező | -         | 57'       |
| 8.        | 1982. december 19. | Aachen, Tivoli Stadion (FRG)         | Málta         | 0 – 6     | Hollandia  | Eb-selejtező | -         |           |
| 9.        | 1983. április 27.  | Utrecht, Stadion Galgenwaard         | Hollandia     | 0 – 3     | Svédország | barátságos   | -         |           |
|           | Összesen           |                                      |               | 9         | mérkőzés   |              | 1         | gól       |